# Konstandinos Iliadis
Konstandinos Iliadis (gr. Κωνσταντίνος Ηλιάδης; ur. 14 maja 1960) – cypryjski zapaśnik, olimpijczyk.
Iliadis wystartował w zapasach na LIO 1992 w wadze półśredniej w stylu wolnym (nie ukończył zawodów).